# Gestión de recursos en la cabina
La Gestión de recursos en la cabina (en inglés: Crew Resource Management) también conocida como CRM, es el conjunto de procedimientos de formación que se usan en entornos en los que el error del piloto puede tener efectos devastadores. La CRM se utiliza principalmente para mejorar la seguridad aérea y se centra en la comunicación interpersonal, el liderazgo y la toma de decisiones en las cabinas de vuelo.

## Historia
David Beaty, ex piloto de la Royal Air Force y BOAC escribió The Human Factor in Aircraft Accidents (1969). A pesar del considerable desarrollo de las ayudas electrónicas desde entonces, muchos de los principios que desarrolló siguen demostrando ser eficaces.
El CRM en los Estados Unidos comenzó formalmente con una recomendación de la Junta Nacional de Seguridad del Transporte (NTSB) escrita por el investigador de seguridad aérea de la NTSB y psicólogo de aviación Alan Diehl  durante su investigación del accidente del vuelo 173 de United Airlines en 1978. Los problemas relacionados con ese accidente incluyeron que los pilotos del DC-8 se quedaron sin combustible sobre Portland, Oregón, mientras solucionaban un problema con el tren de aterrizaje.
El término "gestión de recursos en la cabina" (que más tarde se generalizó a "gestión de recursos de los pilotos") fue acuñado en 1979 por el psicólogo de la NASA John Lauber, quien durante varios años había estudiado los procesos de comunicación en las cabinas de vuelo.  Si bien se conserva una jerarquía de mando (Capitán, copiloto, ingeniero de vuelo y navegadores),  el concepto pretendía fomentar una cultura de cabina menos autoritaria en la que se animara a los copilotos a cuestionar a los capitanes si observaban que cometían errores.
El CRM surgió a raíz del desastre del aeropuerto de Tenerife de 1977, en el que dos aviones Boeing 747 chocaron en la pista y murieron 583 personas. Unas semanas después, la NASA celebró un taller sobre el tema y respaldó esta formación. En los Estados Unidos, United Airlines fue la primera aerolínea en lanzar un programa del CRM integral, a partir de 1981. En la década de 1990, el CRM se había convertido en un estándar mundial.
United Airlines capacitó a sus asistentes de vuelo para que utilicen CRM junto con los pilotos a fin de proporcionar otra capa de comunicación mejorada y trabajo en equipo. Los estudios han demostrado que el uso de CRM por parte de ambos grupos de trabajo reduce las barreras de comunicación y los problemas se pueden resolver de manera más eficiente, lo que conduce a una mayor seguridad del vuelo. Los conceptos de capacitación en CRM se han modificado para su uso en una amplia gama de actividades, incluido el control del tráfico aéreo, el manejo de barcos, la lucha contra incendios y la cirugía, en las que las personas deben tomar decisiones peligrosas y urgentes.

## Descripción
El término genérico actual "gestión de recursos del piloto" (CRM) ha sido ampliamente adoptado, pero también se conoce como gestión de recursos en la cabina; gestión de recursos de la cabina de vuelo; y gestión de mando, liderazgo y recursos. Cuando las técnicas de CRM se aplican a otros ámbitos, a veces se les dan etiquetas únicas, como gestión de recursos de mantenimiento, gestión de recursos del puente o gestión de recursos marítimos.
La formación en CRM abarca una amplia gama de conocimientos, habilidades y actitudes, entre las que se incluyen las comunicaciones la conciencia situacional, la resolución de problemas, la toma de decisiones y el trabajo en equipo, junto con todas las subdisciplinas que conlleva cada una de estas áreas. El CRM puede definirse como un sistema que utiliza recursos para promover la seguridad en el lugar de trabajo.
La gestión de relaciones con el cliente se ocupa de las habilidades cognitivas e interpersonales necesarias para gestionar los recursos dentro de un sistema organizado, más que de los conocimientos y las habilidades técnicas necesarios para operar el equipo. En este contexto, las habilidades cognitivas se definen como los procesos mentales utilizados para adquirir y mantener la conciencia situacional, para resolver problemas y para tomar decisiones. Las habilidades interpersonales se consideran comunicaciones y una variedad de actividades conductuales asociadas con el trabajo en equipo. En muchos sistemas operativos, las áreas de habilidades a menudo se superponen y no se limitan a embarcaciones o equipos con tripulación múltiple, sino que se relacionan con equipos o embarcaciones con un solo operador.
Las organizaciones de aviación, incluidas las principales aerolíneas y la aviación militar, han introducido la capacitación CRM para las tripulaciones. La capacitación CRM es ahora un requisito obligatorio para los pilotos comerciales que trabajan bajo la mayoría de los organismos reguladores, incluidos la Administración Federal de Aviación en los Estados Unidos y la EASA de Europa. El sistema NOTECHS se utiliza para evaluar las habilidades no técnicas. Siguiendo el ejemplo de la industria de las aerolíneas comerciales, el Departamento de Defensa de los Estados Unidos comenzó a capacitar a sus tripulaciones aéreas en CRM a mediados de la década de 1980. La Fuerza Aérea y la Armada de los Estados Unidos requieren que todos los miembros de la tripulación aérea reciban una capacitación CRM anual para reducir los percances causados por errores humanos. El Ejército de los Estados Unidos tiene su propia versión de CRM llamada Aircrew Coordination Training Enhanced (ACT-E).

## Estudios

### Vuelo 173 de United Airlines
Cuando los pilotos del vuelo 173 de United Airlines se aproximaba al Aeropuerto Internacional de Portland el 28 de diciembre de 1978, durante una tarde nublada, se encontraron con una anomalía en el tren de aterrizaje. El capitán decidió entrar en un patrón de espera para poder solucionar el problema. El capitán se concentró en el problema del tren de aterrizaje durante una hora, ignorando las repetidas insinuaciones del primer oficial y del ingeniero de vuelo sobre el escaso suministro de combustible, y solo se dio cuenta de la situación cuando los motores comenzaron a apagarse. El avión se estrelló en un suburbio de Portland, Oregón, a más de seis millas (10 km) de la pista. De las 189 personas a bordo, dos miembros de la tripulación y ocho pasajeros murieron. El investigador de seguridad aérea de la Junta Nacional de Seguridad en el Transporte (NTSB), Alan Diehl, escribió en su informe:

Emitir un boletín de operaciones a todos los inspectores de operaciones de las compañías aéreas instruyéndoles a que insten a sus operadores asignados a garantizar que sus tripulaciones de vuelo sean instruidas en los principios de la gestión de los recursos de la cabina, con especial énfasis en los méritos de la gestión participativa para los capitanes y la capacitación en asertividad para otros miembros de la tripulación de la cabina de mando.  (Clase II, Acción prioritaria) (X-79-17)

Diehl fue asignado para investigar este accidente y se dio cuenta de que era similar a varios otros accidentes aéreos importantes, incluido el accidente del vuelo 401 de Eastern Air Lines  y la colisión en la pista entre los Boeing 747 de Pan Am y KLM en Tenerife.

### Vuelo 232 de United Airlines
El capitán Al Haynes, piloto del vuelo 232 de United Airlines, atribuyó al CRM el mérito de haber sido uno de los factores que salvaron su vida y la de muchos otros en el accidente de Sioux City, Iowa, de julio de 1989:

... la preparación que dio buenos resultados para la tripulación fue algo... llamado Gestión de Recursos de Cabina... Hasta 1980, trabajamos en el concepto de que el capitán era LA autoridad en el avión. Lo que él decía, se hacía. Y perdimos algunos aviones por eso. A veces el capitán no es tan inteligente como pensábamos que era. Y lo escuchábamos y hacíamos lo que decía, y no sabíamos de qué estaba hablando. Y teníamos 103 años de experiencia de vuelo allí en la cabina, tratando de hacer aterrizar ese avión, ni un minuto de los cuales habíamos practicado realmente [en esas condiciones de falla], ninguno de nosotros. Entonces, ¿por qué iba a saber más sobre cómo hacer aterrizar ese avión en esas condiciones que los otros tres? Entonces, si no hubiera usado [CRM], si no hubiéramos dejado que todos aportaran sus comentarios, es muy probable que no lo hubiéramos logrado.

### Vuelo 447 de Air France
La investigación señala que el incumplimiento de los procedimientos CRM adecuados fue un factor que contribuyó al accidente fatal en 2009 del vuelo 447 de Air France de Río de Janeiro a París en el océano Atlántico. El informe final concluyó que el avión se estrelló después de que inconsistencias temporales entre las mediciones de velocidad aerodinámica (probablemente debido a que los tubos pitot del avión estaban obstruidos por cristales de hielo) provocaron que el piloto automático se desconectara, después de lo cual los pilotos reaccionaron incorrectamente, lo que provocó que el avión entrara en pérdida de la que no se recuperó.
Tras la recuperación de la caja negra dos años después, se publicaron investigaciones independientes antes y después de que la BEA, la junta de seguridad aérea de Francia, emitiera el informe oficial. Uno de ellos fue un informe francés publicado en el libro "Erreurs de Pilotage", escrito por Jean-Pierre Otelli, que filtró los minutos finales de la conversación grabada en la cabina. Según Popular Mechanics, que examinó la conversación en la cabina justo antes del accidente:

Los hombres están fracasando por completo en su compromiso de participar en un proceso importante conocido como gestión de recursos en la cabina o CRM. Básicamente, están fracasando en su cooperación. Ninguno de los dos tiene claro quién es responsable de qué y quién está haciendo qué.

### Vuelo 6560 de First Air
La Junta de Seguridad en el Transporte de Canada (CTSB) determinó que una falla en la gestión de los recursos en la cabina fue en gran parte responsable del accidente del vuelo 6560 de First Air, un Boeing 737-200, en Resolute, Nunavut, el 20 de agosto de 2011. Una brújula defectuosa le dio a los pilotos un rumbo incorrecto, aunque el sistema de aterrizaje instrumental y el sistema de posicionamiento global (GPS) indicaron que estaban fuera de curso. El primer oficial hizo varios intentos de indicarle el problema al capitán, pero el incumplimiento de los procedimientos de la aerolínea y la falta de un protocolo de comunicación estandarizado para indicar un problema llevaron al capitán a desestimar las advertencias del primer oficial. Ambos pilotos también estaban sobrecargados con los preparativos para aterrizar, lo que resultó en que ninguno pudiera prestar plena atención a lo que estaba sucediendo.
First Air aumentó el tiempo dedicado al CRM en su formación como resultado del accidente, y la CTSB recomendó a los organismos reguladores y a las aerolíneas que estandarizaran los procedimientos y la formación en CRM en Canadá.

### Vuelo 32 de Qantas
Los pilotos del vuelo 32 de Qantas atribuyeron al trabajo en equipo y a las habilidades del CRM. Susan Parson, editora del Safety Briefing de la Administración Federal de Aviación (FAA) escribió: 

"Claramente, el desempeño de la tripulación del QF32 fue un ejemplo brillante del profesionalismo y la habilidad aérea que todo ciudadano de la aviación debería aspirar a emular".

Carey Edwards, autor de Airmanship, escribió:

El desempeño de la tripulación, las comunicaciones, el liderazgo, el trabajo en equipo, la gestión de la carga de trabajo, el conocimiento de la situación, la resolución de problemas y la toma de decisiones no provocaron lesiones entre los 450 pasajeros y la tripulación. El QF32 permanecerá como uno de los mejores ejemplos de habilidad aérea en la historia de la aviación.